# 翘
翘，是斗拱中与拱成直角，与建筑物表面也成直角的弓形木。日本稱為插肘木（日语：挿肘木）。
拱可依翹的數目的不同，稱作單翹斗拱、重翹斗拱、三翹斗拱……以此類推。